# 三交伊勢志摩交通
三交伊勢志摩交通株式会社（さんこういせしまこうつう）とは、三重県伊勢市神田久志本町に本社を持つ乗合バス事業及び貸切バス事業を営む三重交通グループホールディングス傘下のバス事業者。伊勢市及び度会郡玉城町の一部路線を担当している。

## 沿革
- 2000年7月3日：会社を設立する[1]。
- 2001年7月9日：三重交通より高速バス志摩線（志摩スペイン村－池袋・練馬間）を引き継ぐ[2][1]。
- 2002年12月16日：高速バス志摩線の東京側をさいたま市（大宮）まで路線延長、伊勢志摩側の 志摩スペイン村 - 鳥羽バスセンター間の路線を廃止し、鳥羽バスセンター - 大宮間の鳥羽線に変更する[3][1]。

## 現行路線

### 高速路線
- 高速鳥羽大宮線

### 一般路線

#### 有滝線
- 13系統： イオン伊勢店 - いせトピア または 伊勢学園前 - 伊勢市駅前 - 有滝
早朝と夜間は伊勢市駅前 - 有滝間のみ運行
  - 2000年10月20日： 三重交通から路線譲渡[4][1]
  - 2008年4月20日： 一部の便をいせトピア経由から伊勢女子高前（現・伊勢学園前）経由に変更

#### 伊勢玉城線
- 24系統
- A回り： 伊勢市駅前 - 度会橋 - 掛橋 - 宮忠・MEGAドン・キホーテ前[5] - 玉城病院前 - 田丸駅前 - 田丸城跡（玉城町役場前） - 田丸駅前 - 玉城病院前 - 上地 - 度会橋 - 伊勢市駅前
- B回り： 伊勢市駅前 - 度会橋 - 上地 - 玉城病院前 - 田丸駅前 - 田丸城跡（玉城町役場前） - 田丸駅前 - 玉城病院前 - 宮忠・MEGAドン・キホーテ前 - 掛橋 - 度会橋 - 伊勢市駅前
  - 2000年10月20日： 三重交通から路線譲渡[4][1]。当時の線名は玉城線（23系統）。
  - 2006年4月1日： 田丸駅前への乗り入れ開始。
  - 2019年10月1日： 三重交通松阪伊勢線廃止に伴い、同線の一部区間を玉城線に統合し、伊勢玉城線と改称。玉城町役場前バス停を田丸城跡（玉城町役場前）と改称。経路に旧松阪伊勢線経由（掛橋経由）を追加。変則的な環状線となり、経路を「A回り」「B回り」に分割。A回りは主として午前、B回りは主として午後運行となる。

## 車両
- 一般路線では、三重交通や八風バスで使用していた中型バス(3313,3350)と小型バス(3907,3908)をそのまま使用している（社名プリントのみ変更されている）。以前は全て中型バスを使用していたが、2009年より玉城線、2011年より有滝線の一部で小型バスを導入した。

- かつて使用していた高速鳥羽大宮線用車両

## その他
- 一般路線における運賃体系は三重交通伊勢営業所管内の路線と同一であり、三重交通が発行するemica（IC乗車カード）交通系ICカード、回数券および定期乗車券をそのまま利用できる。